# 8e étape du Tour d'Espagne 2007
La 8e étape du Tour d'Espagne 2007 a eu lieu le 8 septembre. Le parcours de 49 kilomètres relie D.O. Cariñena à Saragosse. Il s'agit du premier contre-la-montre de cette Vuelta.

## Récit
Le meilleur temps est réalisé par Bert Grabsch, champion d'Allemagne du contre-la-montre, à une vitesse de 54,87 km/h. Il devance László Bodrogi, champion de Hongrie de la spécialité, de 34 secondes, et le Belge Stijn Devolder de 38 secondes. Ce dernier prend la tête du classement général. En effet, le précédent porteur du maillot Vladimir Efimkin termine 18e (à 3 min 22 s), désormais 3e.
La longueur de cette épreuve a permis de creuser des écarts importants. Parmi les favoris de cette Vuelta, Denis Menchov et Cadel Evans sont, sans surprise, les mieux placés au classement général (2e et 4e), respectivement à 30 s et 1 min 54 s. 
Carlos Sastre (7e) et Vladimir Karpets (9e) sont à plus de 3 minutes. Samuel Sánchez est à 4 min 09 s, Óscar Pereiro à 5 min 11 s. José Ángel Gómez Marchante et Leonardo Piepoli ont plus de 6 minutes de retard sur Devolder.
On note le belle performance du Français Dimitri Champion, 24 ans, 10e et meilleur jeune de l'étape, ainsi que la bonne tenue des coureurs de Cofidis Maxime Monfort et Sylvain Chavanel. Leurs 14e et 17e places leur permettent de se maintenir dans le top-10 de la Vuelta, et d'être respectivement meilleur jeune et meilleur Français.

## Classement de l'étape
| \| 1. \| Bert Grabsch \| \| en \| 57 min 05 s \| \| 2. \| László Bodrogi \| \| + \| 34 s \| \| 3. \| Stijn Devolder \| \| \| 48 s \| \| 4. \| Denis Menchov \| \| \| 1 min 18 s \| \| 5. \| Magnus Bäckstedt \| \| \| 1 min 37 s \| \| 6. \| Stefan Schumacher \| \| \| 1 min 52 s \| \| 7. \| Jason McCartney \| \| \| 1 min 55 s \| \| 8. \| Joost Posthuma \| \| \| 2 min 01 s \| \| 9. \| Dimitri Champion \| \| \| 2 min 15 s \| \| 10. \| Santos González \| \| \| 2 min 18 s \| |                   |  |    |             |
| 1. | Bert Grabsch      |  | en | 57 min 05 s |
| 2. | László Bodrogi    |  | +  | 34 s        |
| 3. | Stijn Devolder    |  |    | 48 s        |
| 4. | Denis Menchov     |  |    | 1 min 18 s  |
| 5. | Magnus Bäckstedt  |  |    | 1 min 37 s  |
| 6. | Stefan Schumacher |  |    | 1 min 52 s  |
| 7. | Jason McCartney   |  |    | 1 min 55 s  |
| 8. | Joost Posthuma    |  |    | 2 min 01 s  |
| 9. | Dimitri Champion  |  |    | 2 min 15 s  |
| 10. | Santos González   |  |    | 2 min 18 s  |

## Classement général
| \| 1. \| Stijn Devolder \| \| en \| 29 h 25 min 55 s \| \| 2. \| Denis Menchov \| \| + \| 30 s \| \| 3. \| Vladimir Efimkin \| \| \| 1 min 28 s \| \| 4. \| Cadel Evans \| \| \| 1 min 54 s \| \| 5. \| Maxime Monfort \| \| \| 2 min 12 s \| \| 6. \| Sylvain Chavanel \| \| \| 3 min 00 s \| \| 7. \| Carlos Sastre \| \| \| 3 min 15 s \| \| 8. \| Carlos Barredo \| \| \| 3 min 41 s \| \| 9. \| Vladimir Karpets \| \| \| 3 min 44 s \| \| DSQ \| Leonardo Bertagnolli[1] \| \| \| 4 min 03 s \| |                      |  |    |                  |
| 1. | Stijn Devolder       |  | en | 29 h 25 min 55 s |
| 2. | Denis Menchov        |  | +  | 30 s             |
| 3. | Vladimir Efimkin     |  |    | 1 min 28 s       |
| 4. | Cadel Evans          |  |    | 1 min 54 s       |
| 5. | Maxime Monfort       |  |    | 2 min 12 s       |
| 6. | Sylvain Chavanel     |  |    | 3 min 00 s       |
| 7. | Carlos Sastre        |  |    | 3 min 15 s       |
| 8. | Carlos Barredo       |  |    | 3 min 41 s       |
| 9. | Vladimir Karpets     |  |    | 3 min 44 s       |
| DSQ | Leonardo Bertagnolli |  |    | 4 min 03 s       |

## Classements annexes
| Classement | Coureur                  | Total            |
| ---------- | ------------------------ | ---------------- |
| points     | Óscar Freire             | 115 pts          |
| montagne   | Serafín Martínez Acevedo | 46 pts           |
| combiné    | Stijn Devolder           | 19 pts           |
| équipe     | Caisse d'Épargne         | 86 h 26 min 44 s |